# پیک‌ویک دم (تنسی)
پیک‌ویک دم (به انگلیسی: Pickwick Dam) یک منطقهٔ مسکونی در ایالات متحده آمریکا است که در شهرستان هاردین، تنسی واقع شده‌است. پیک‌ویک دم ۱۳۸٫۰۸ متر بالاتر از سطح دریا واقع شده‌است.